# AGM-137 TSSAM
AGM-137 TSSAM（英文：Tri-Service Standoff Attack Missile，三軍遙攻飛彈），是諾斯洛普為美軍開發的距外巡弋飛彈。1995年取消其技術開發計畫，由聯合空對地遙攻飛彈AGM-158 JASSM接替。